# NGC 2178
NGC 2178 ist eine elliptische Galaxie vom Hubble-Typ E1 im Sternbild Pictor am Südsternhimmel. Sie ist schätzungsweise 351 Millionen Lichtjahre von der Milchstraße entfernt und hat einen Durchmesser von etwa 95.000 Lj.
Das Objekt wurde am 31. Januar 1835 von John Herschel entdeckt.